# Donjon
Pour les articles homonymes, voir Donjon (homonymie).

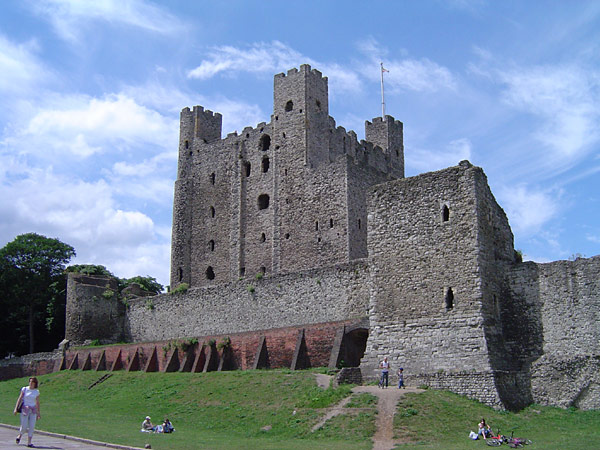
Donjon du château normand de Rochester, en Angleterre, XIIe siècle.

Le donjon est la tour la plus haute d'un château fort au Moyen Âge, destinée à servir à la fois de point d'observation, de poste de tir et de citadelle, ou dernier refuge si le reste de la fortification vient à être pris par un ennemi. À l'origine d'un usage strictement militaire, ces tours, ou bâtiments fortifiés, deviennent progressivement les lieux de résidence des seigneurs des châteaux. Les donjons, à double fonction défensive et administrative, finissent par se généraliser lors de la renaissance du XIIe siècle marquant l'âge d'or du château fort dont ils sont une caractéristique emblématique.

## Étymologie et sens du terme
Le mot « donjon » (ou dongun, doignon, dangon) est issu du gallo-roman (attesté chez Du Cange sous les formes dunjo, dungeo, domniono, domnio, etc.), dérivé du latin dominus « maître, seigneur ». Il a peut-être subi l'influence du vieux bas francique *dungjo de sens proche.
Il désigne la partie du château réservée au maître (en latin dominus) de celui-ci. En dehors de son rôle spécifiquement militaire lors d'un siège, on y installe en général les appartements du seigneur et de sa famille, des réserves stratégiques de nourriture et d'armes ; le donjon sert également pour des prisonniers qu'on cherche à isoler particulièrement.
Au Moyen Âge, le terme donjonum s'appliquait à tout l'ensemble fortifié : logis du châtelain, écuries et chapelle. L'usage moderne en français, avec le sens exclusif de « tour la plus haute » est donc une évolution du sens.
Le terme peut être appliqué à des édifices hors d'Europe, organisés selon les mêmes principes, par exemple certaines forteresses du Japon.

## Utilité

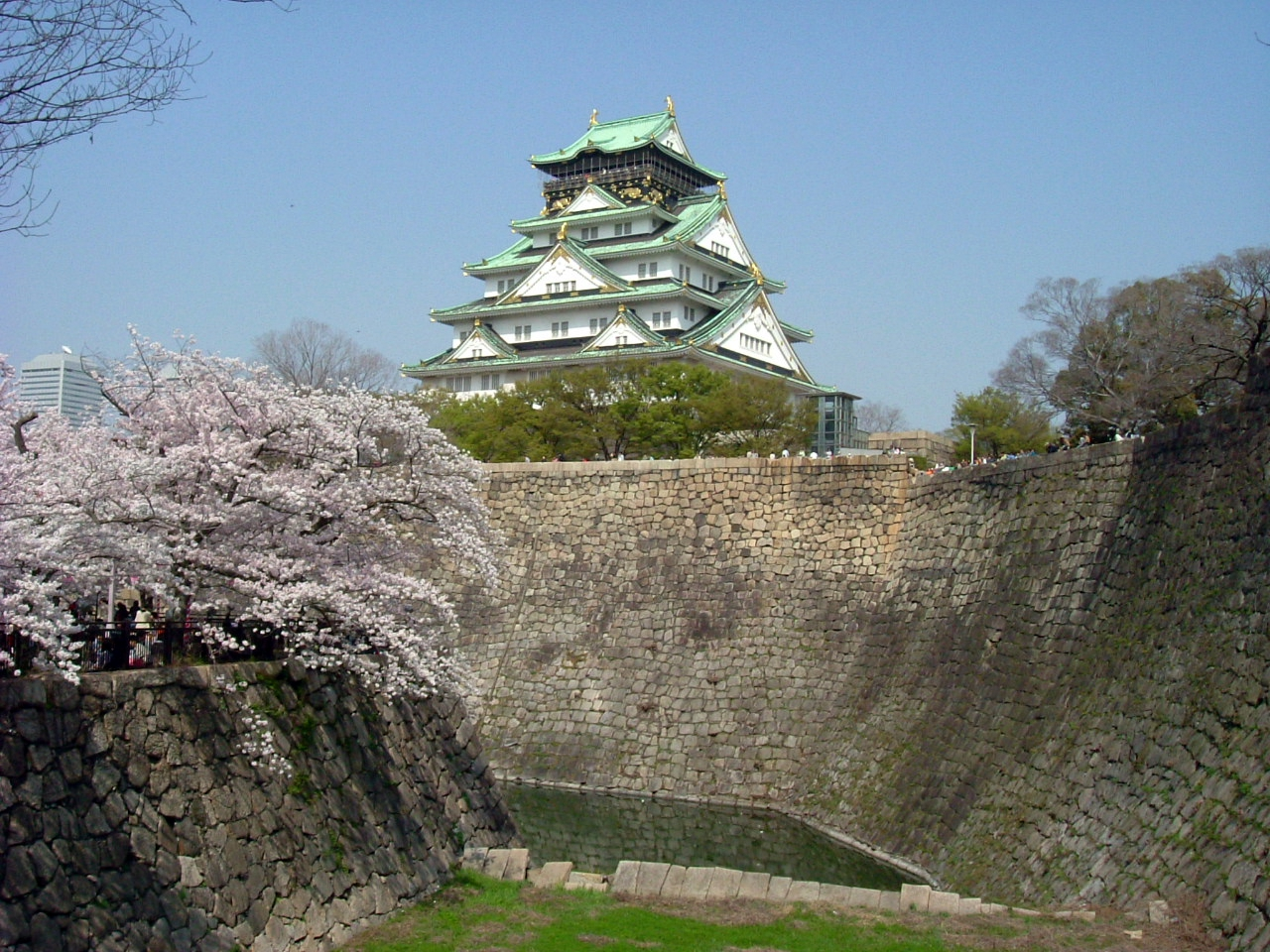
Le donjon (tenshu) du château d'Osaka.

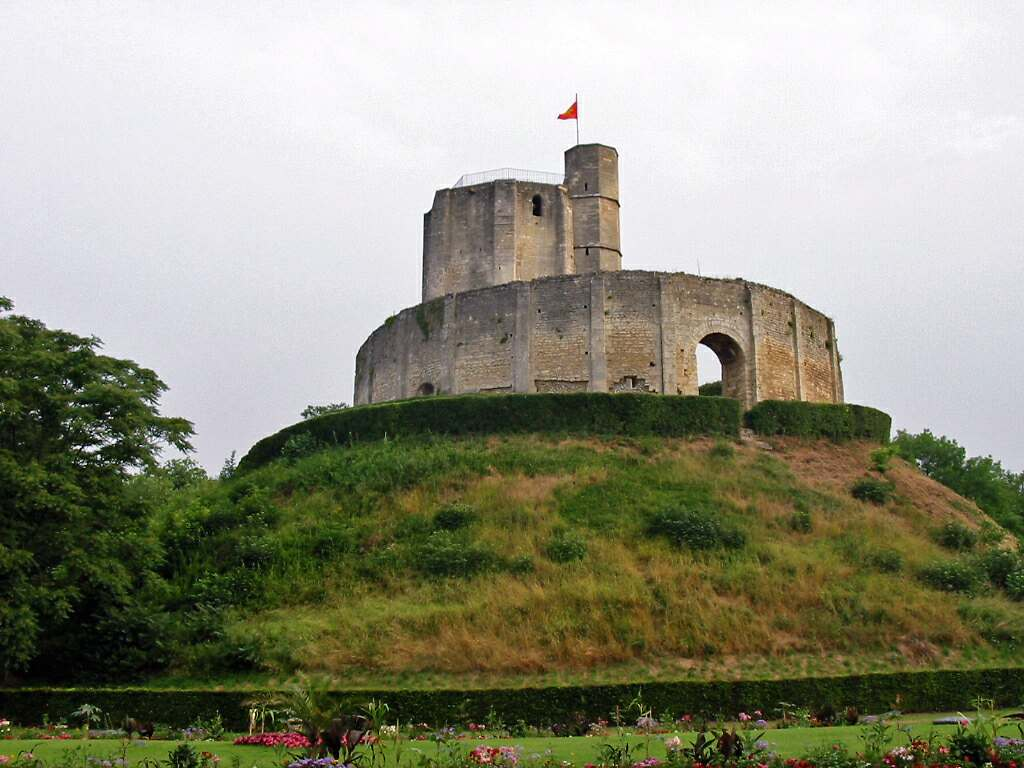
Donjon de Gisors, caractéristique d'un château sur motte.

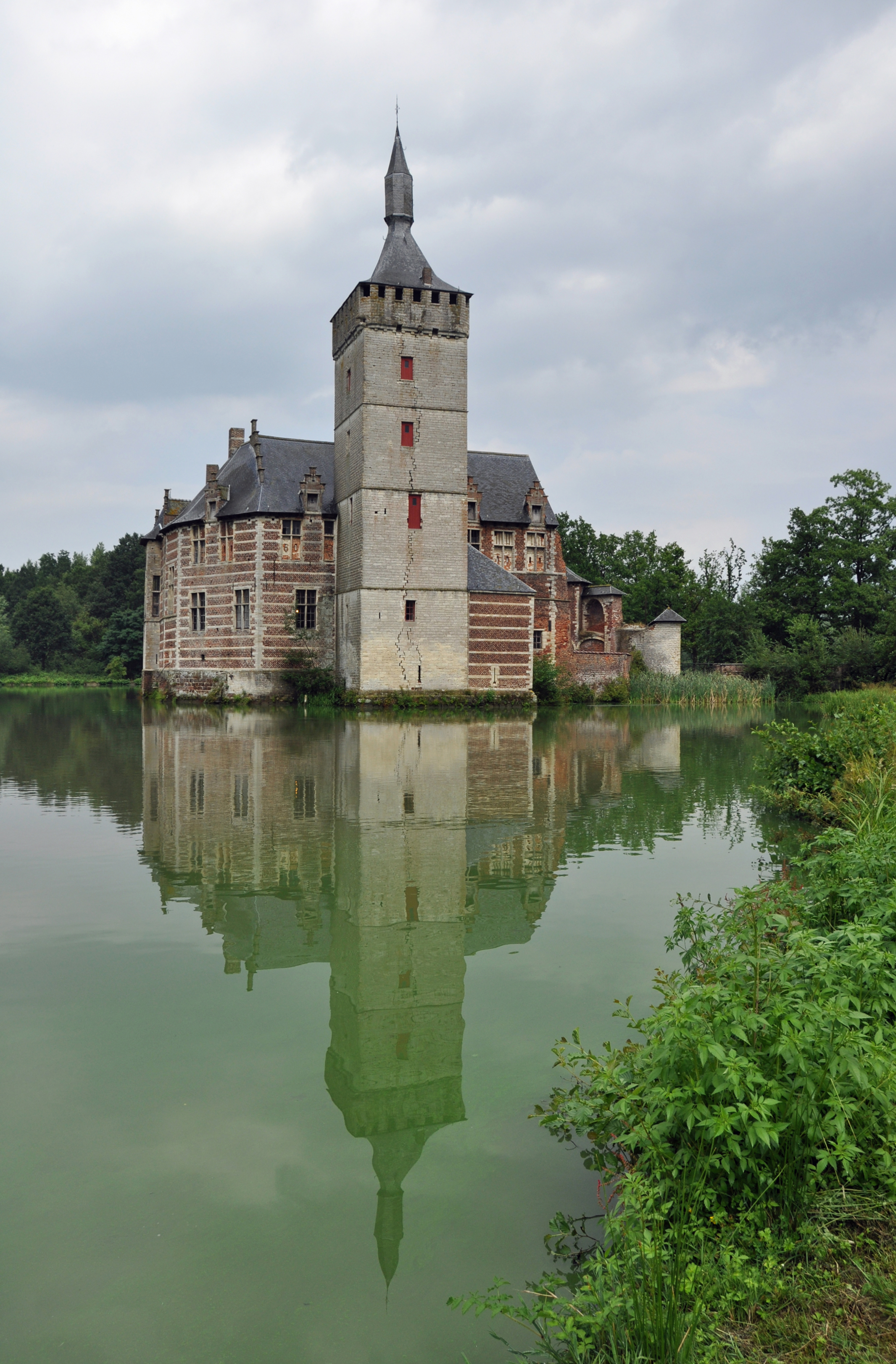
Le donjon du château de Horst.

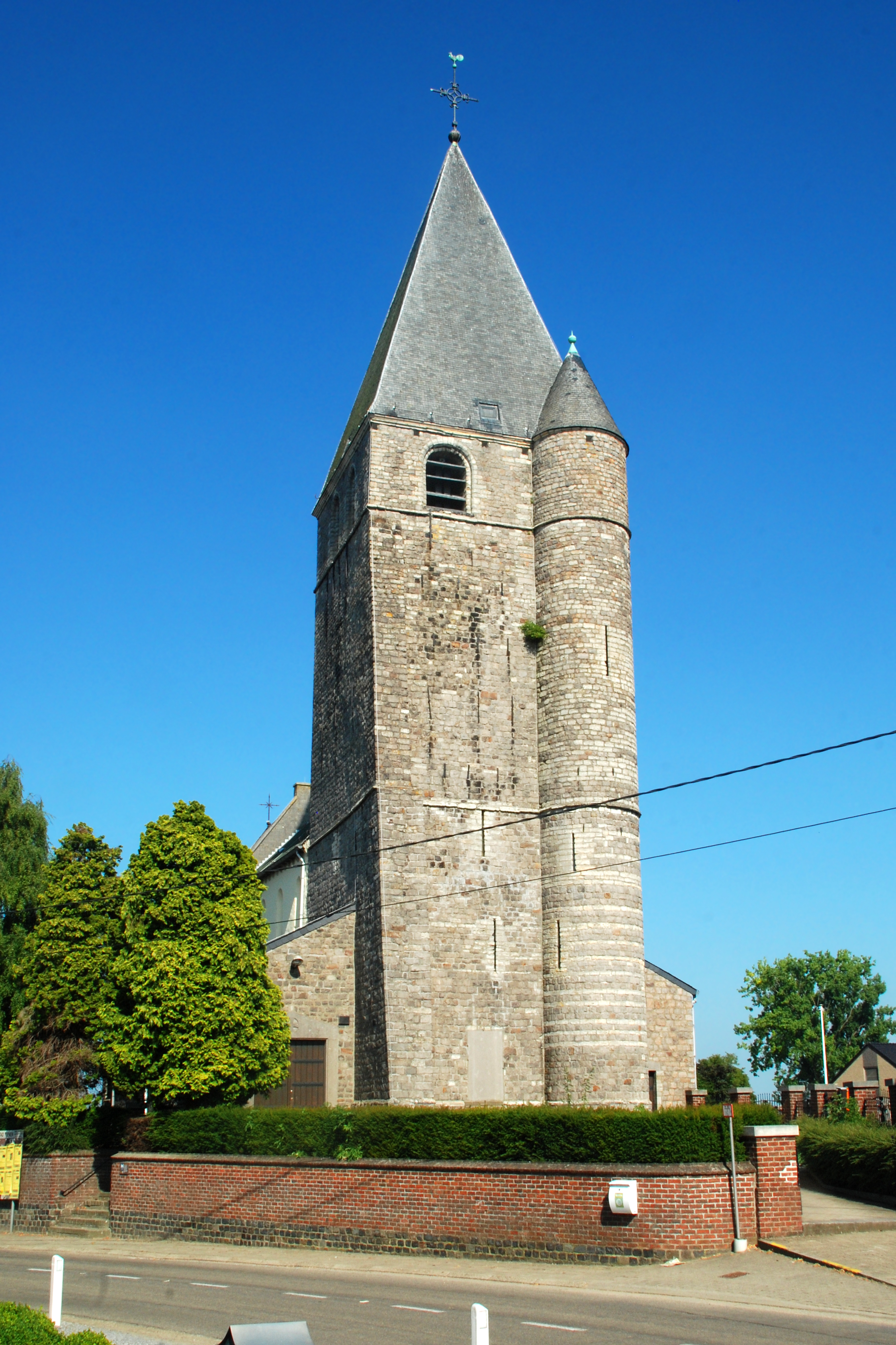
L'église de Gossoncourt en Belgique et son célèbre donjon médiéval.

En temps de paix, le donjon renferme les trésors, les armes, les archives de la famille. Le seigneur y loge avec sa famille, à l'étage noble : le premier étage.
Par sa position élevée, le sommet du donjon est en général celui qui offre la meilleure vue de la région environnante. En cas de siège, c'est l'endroit privilégié d'où peuvent être observés les mouvements de l'ennemi. Si le château est de petite taille, c'est de là que les archers et les machines auront la plus grande portée de tir.
Les châteaux sont prévus pour que, si la muraille extérieure est prise, les enceintes intérieures puissent encore être défendues. Le donjon est le dernier refuge dans ce cas, il est conçu pour être défendable même si tout le reste du château est déjà pris. Il ne s'agit pas que de se défendre d'attaquants venus de l'extérieur de la forteresse ; pour le seigneur du château, la disposition du donjon permet de se prémunir contre des trahisons venant, notamment, des vassaux venus en renfort et amalgamés à la garnison.
En général, les visiteurs des châteaux sont donc tenus à l'écart du donjon, afin que l'agencement intérieur du bâtiment soit inconnu des assaillants, en cas de conflit, de trahison ou de retournement d'alliance. Les donjons sont parfois conçus selon des plans d'une grande complexité, pour dérouter et piéger les attaquants, par exemple celui du château d'Arques-la-Bataille.
Le donjon est aussi, en général, en contact avec l'extérieur de l'enceinte, afin de permettre d'en sortir ou d'y rentrer sans avoir à passer par le reste de l'enceinte. Cette disposition peut être vitale lorsque le donjon se trouve assiégé, en permettant de s'échapper.

## Les donjons en France
La raison première qui fit élever des donjons furent les incursions des Vikings. Les villas mérovingiennes évoquaient parfois les villæ gallo-romaines ; mais quand les Vikings se jetèrent périodiquement sur le continent occidental, les seigneurs, les monastères, les rois et les villes elles-mêmes songèrent à protéger leurs domaines par des forteresses en bois que l'on élevait sur le bord des rivières et autant que possible sur des emplacements déjà défendus par la nature.
Les Vikings eux-mêmes, lorsqu'ils eurent pris l'habitude de descendre sur les côtes des Gaules et de remonter les fleuves, établirent, dans quelques îles près des embouchures ou sur des promontoires, des camps retranchés avec une forteresse pour mettre leur butin à l'abri des attaques et protéger leurs bateaux amarrés. C'est aussi dans les régions qui furent particulièrement ravagées par les Vikings que l'on trouve les plus anciens donjons, et ces forteresses primitives sont habituellement bâties sur plan rectangulaire formant un parallélogramme divisé quelquefois en deux parties.
Le plus haut donjon d'Europe était celui du château de Coucy, dans l'Aisne, qui se dressait à plus de 54 mètres de hauteur, mais fut détruit en 1917 par l'armée allemande pour des raisons indéterminées. C'est maintenant celui de Crest avec ses 52 mètres mais ce titre pourrait aussi revenir au château de Largoët avec un donjon dominant le fond de ses douves de 57 mètres, avec ses sept étages et ses 177 marches.
Le donjon du château de Rouen, dit tour Jeanne-d'Arc, encore en élévation et ouvert à la visite, représente un exemple de l'architecture philippienne mise en œuvre par Philippe Auguste au sein du domaine royal et du duché de Normandie : donjon détaché de l'enceinte fortifiée, construit de 1204 à 1210.

## Les donjons hors de France
- En Italie, la plus haute des tours d'un château est souvent appelée maschio ou mastio[3].

## Évolution du donjon au cours des âges

### Les donjons romans quadrangulaires
Ils font leur apparition aux alentours de l'an mil et perdureront tout au long des XIe et XIIe siècles. Ils regroupent à la fois les fonctions défensives et de résidence.
C'est dans ces grands donjons de forme carrée ou barlong construits en pierre que furent concentrés les trois éléments les plus significatifs et les plus chargés de symboles que sont les lieux de sociabilité avec la grande salle, l'aula, les espaces destinés à la vie privée, la camera et ceux destinés à la pratique de la religion, la capella.
Le plan rectangulaire, malgré le défaut des angles morts, présente une plus grande facilité de construction et, grâce à son mur de refend intérieur, il utilise des bois de charpente de portée plus restreinte que dans un donjon de plan circulaire, ce qui peut expliquer que l'on ait préféré ce modèle qui perdurera jusqu'à la fin du XIIe siècle (vers 1180). En Basse-Normandie, le plan rectangulaire sera de nouveau à la mode au début de la guerre de Cent Ans (Saint-Sauveur-le-Vicomte, Creully, Hambye, etc.).
La région naturelle du Val de Loire présente certains des plus anciens donjons français romans : Langeais (vers 994), Loches (vers 1010-1030).

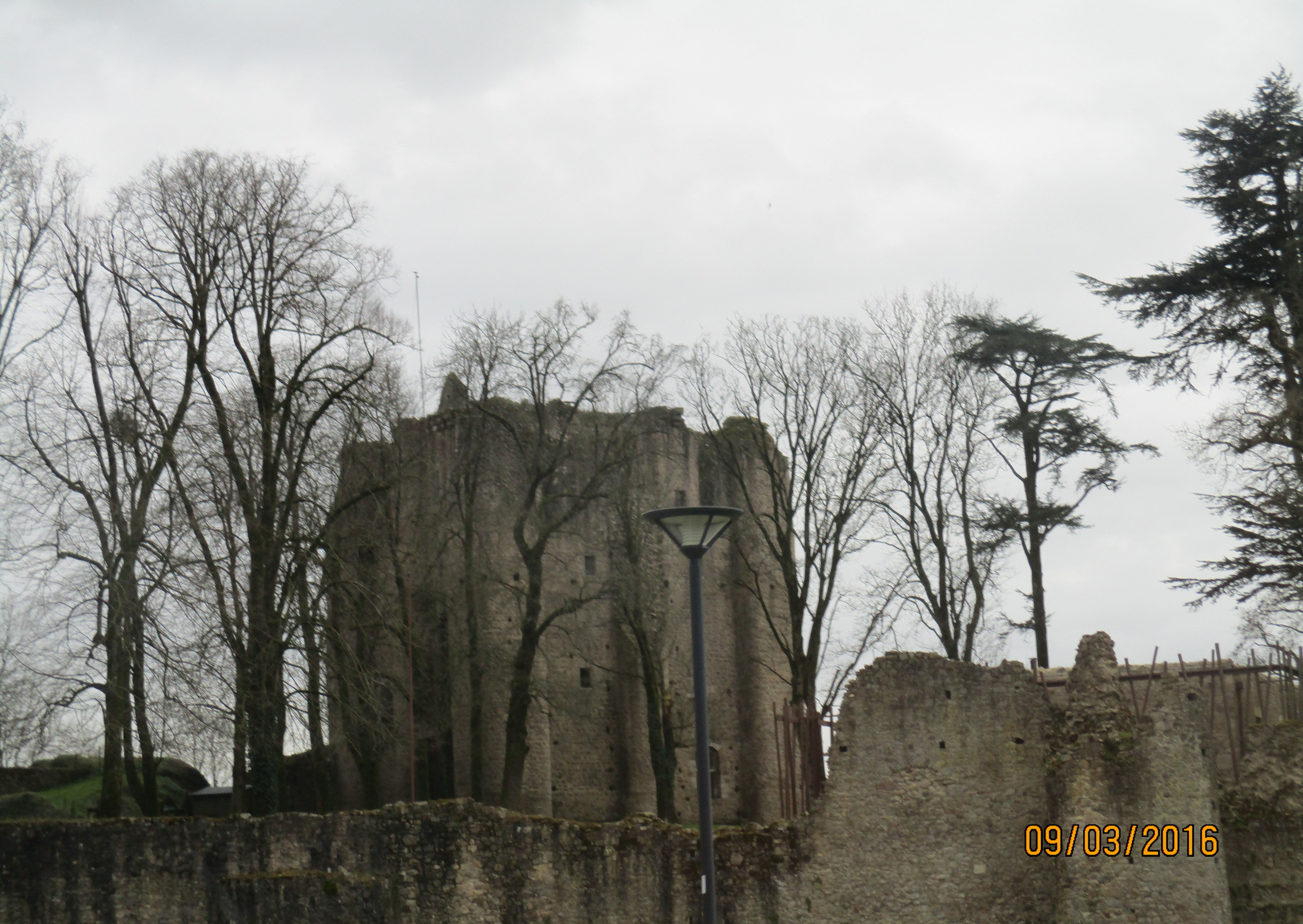
Donjon de Pouzauges (style « niortais »).

En Vendée, ancien comté de Poitou, il est observé, surtout dans le bocage, des donjons romans du style « niortais ». Ce sont des donjons carrés ou rectangulaires renforcés aux angles par des tours ou des contreforts arrondis et pleins. Le milieu de chacune des façades est également renforcé par des petites tours ou contreforts à demi engagés. Noirmoutier en est un bel exemple, mais on en voit aussi sur les châteaux ayant appartenu aux vicomtes de Thouars. Il en existe ainsi aux Châtelliers-Châteaumur, à Pouzauges, à Tiffauges ; et il y en a eu également à Mallièvre, etc.

### Cas particulier des donjons annulaires oushell-keep
Entre la fin de la conquête de l'Angleterre par Guillaume II de Normandie et la première croisade se sont construits les shell-keep (« donjons-coquilles ») à partir des mottes castrales déjà présentes. Ébauché en Normandie au milieu du XIe siècle, après 1066, le modèle va se diffuser des deux côtés de la Manche. Très courant en Angleterre, il en subsiste quelques exemples en Normandie : Courcy (Calvados), Vatteville-la-Rue (Seine-Maritime), Avrilly (Eure), Argentan (Orne) ou La Haye-du-Puits (Manche).
En fin de compte, il y en a sur des terres ayant été dominées par les Plantagenêts. Ailleurs, ils sont plus rares, d'une manière générale ils sont exceptionnels au sud de la Loire. Ainsi, il y en a en Côte-d'Or (Antigny-le-Château), en Vendée (La Roche-sur-Yon), en Charente-Maritime (Pisany et Saint-Jean-d'Angle), en Loire-Atlantique (Clisson).
La grande particularité de ces donjons est que à la différence d'une haute tour étroite, sans cour intérieure, aménagée en plusieurs niveaux et couverte d'une toiture, elle se constitue d'une enceinte ovoïde ou circulaire encerclant une petite motte formant cour intérieure, et des bâtiments renfermant logis, cuisines, écuries, communs qui entourent cette cour intérieure et adossés aux remparts. L'enceinte n'a quasiment pas de tours de flanquement, mais a au moins une porte fortifiée défendue par un pont-levis ou amovible enjambant un fossé protégeant l'enceinte,.

### Les donjons-beffrois
Les donjons-beffrois sont des grandes tours typiques des châteaux médiévaux des terres d'Empire et de France méridionale. Appelées bergfried en pays germanique, ces tours de défense se différencient des donjons des châteaux français ou anglais par le fait qu'elles ne contiennent pas de locaux d'habitation.

### Les donjons cylindriques et leurs variantes
Ils apparaissent au cours du XIIe siècle. L'un des plus anciens pouvant être le donjon du château de Fréteval dressé vers l'an 1100.

Divers donjon
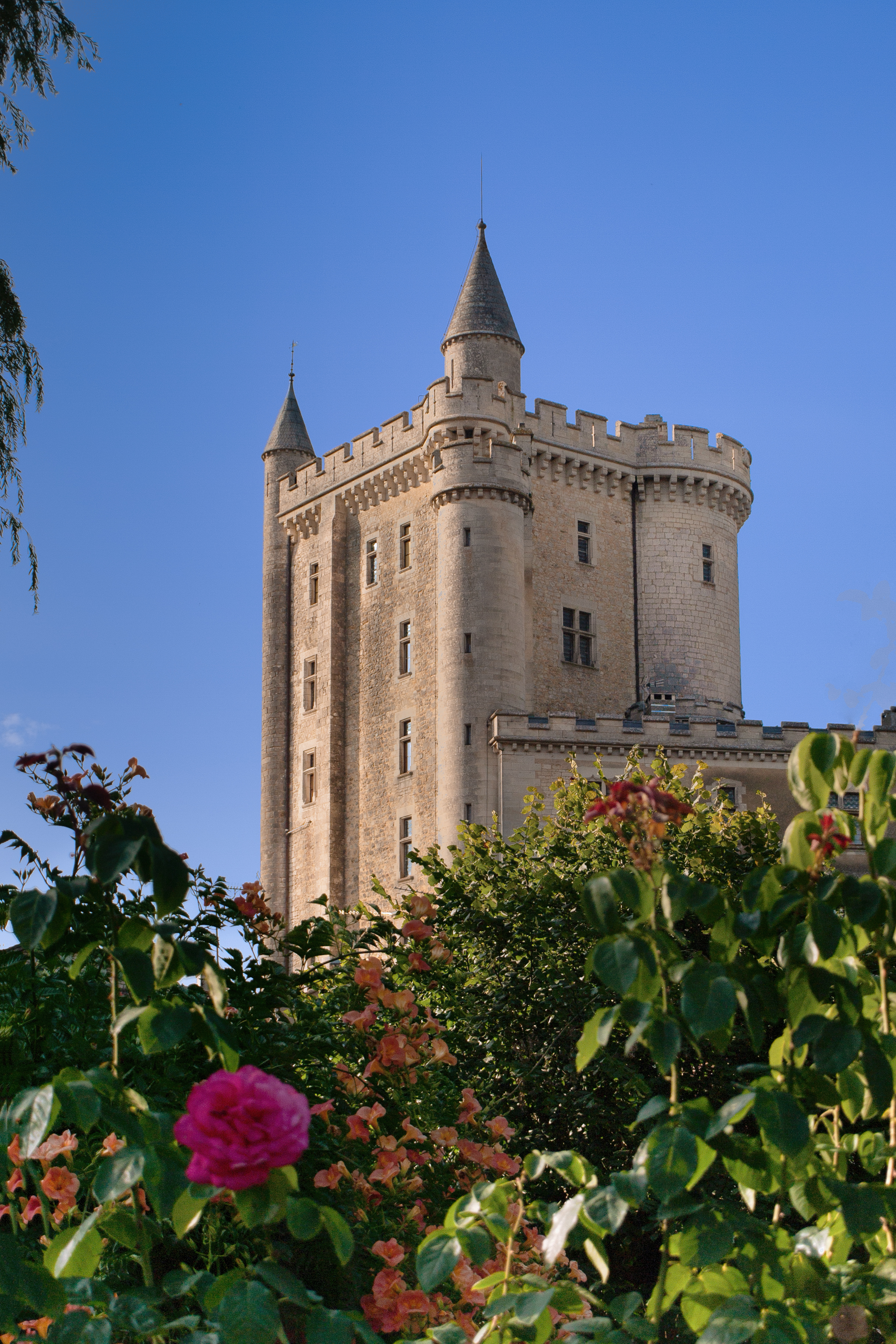
Morthemer (Vienne).
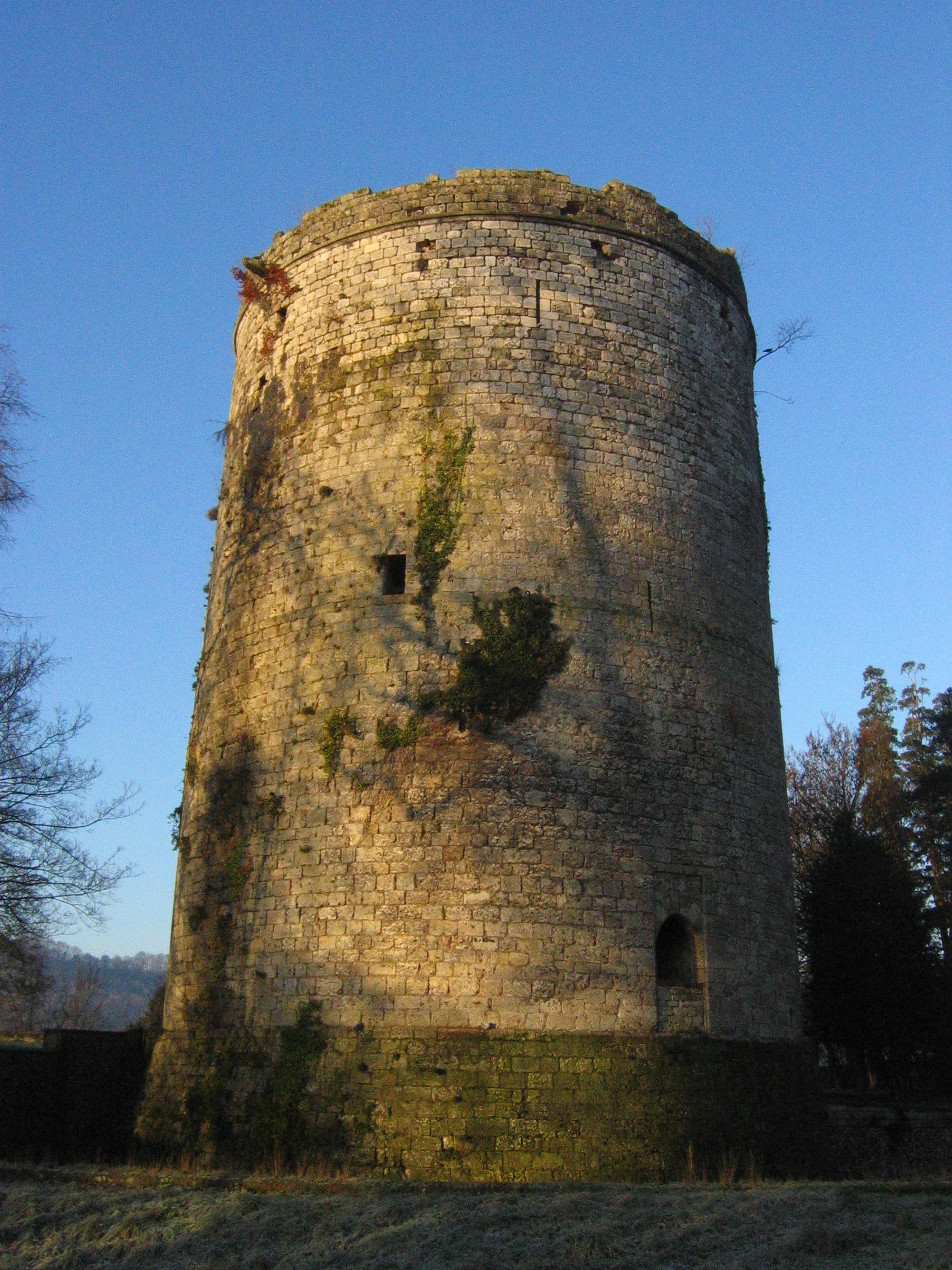
Lillebonne, XVe siècle.
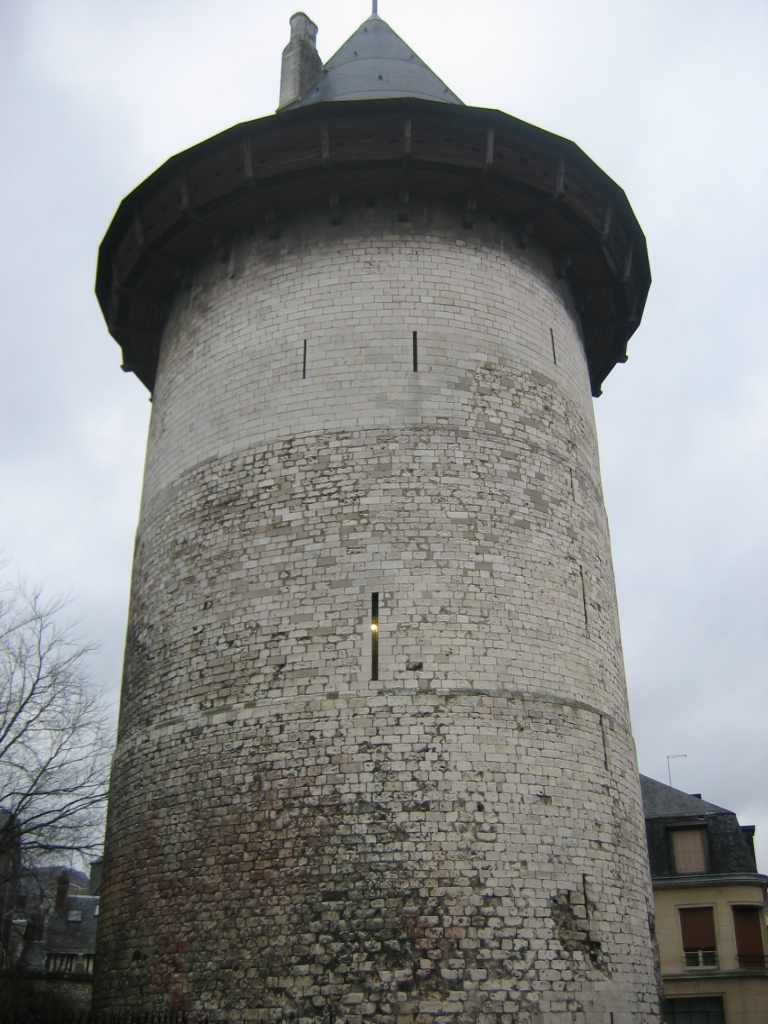
Rouen.
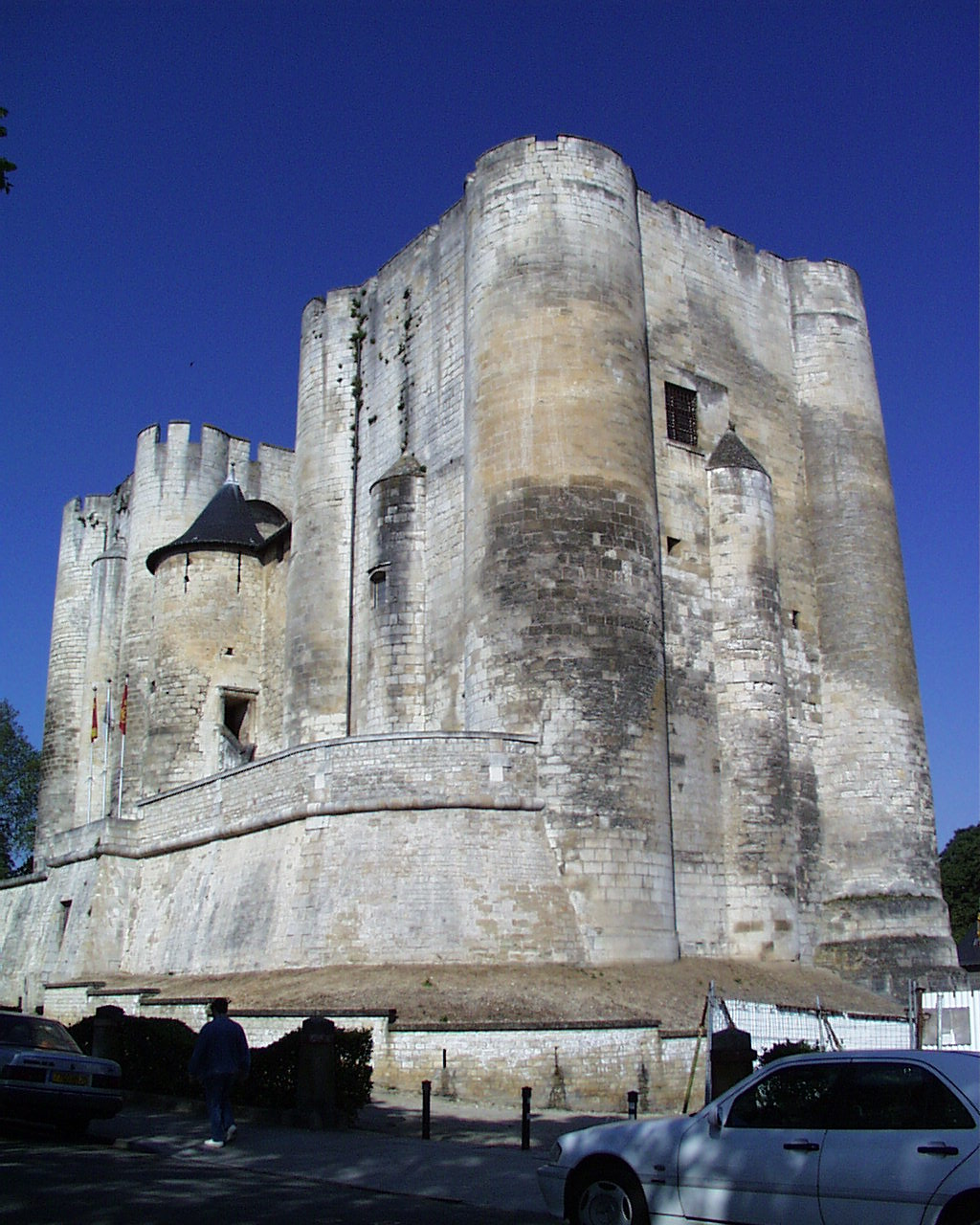
Niort.
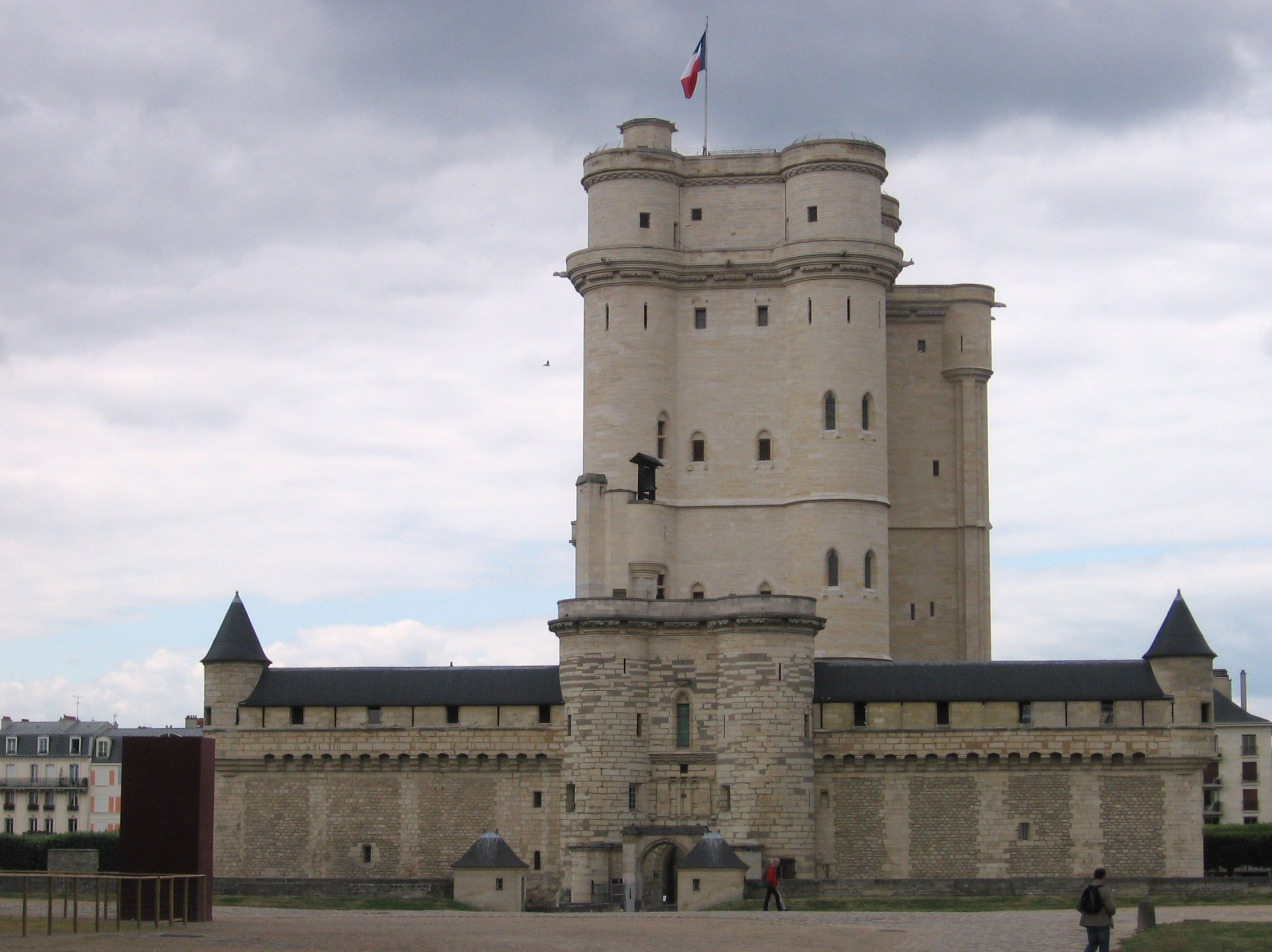
Vincennes.
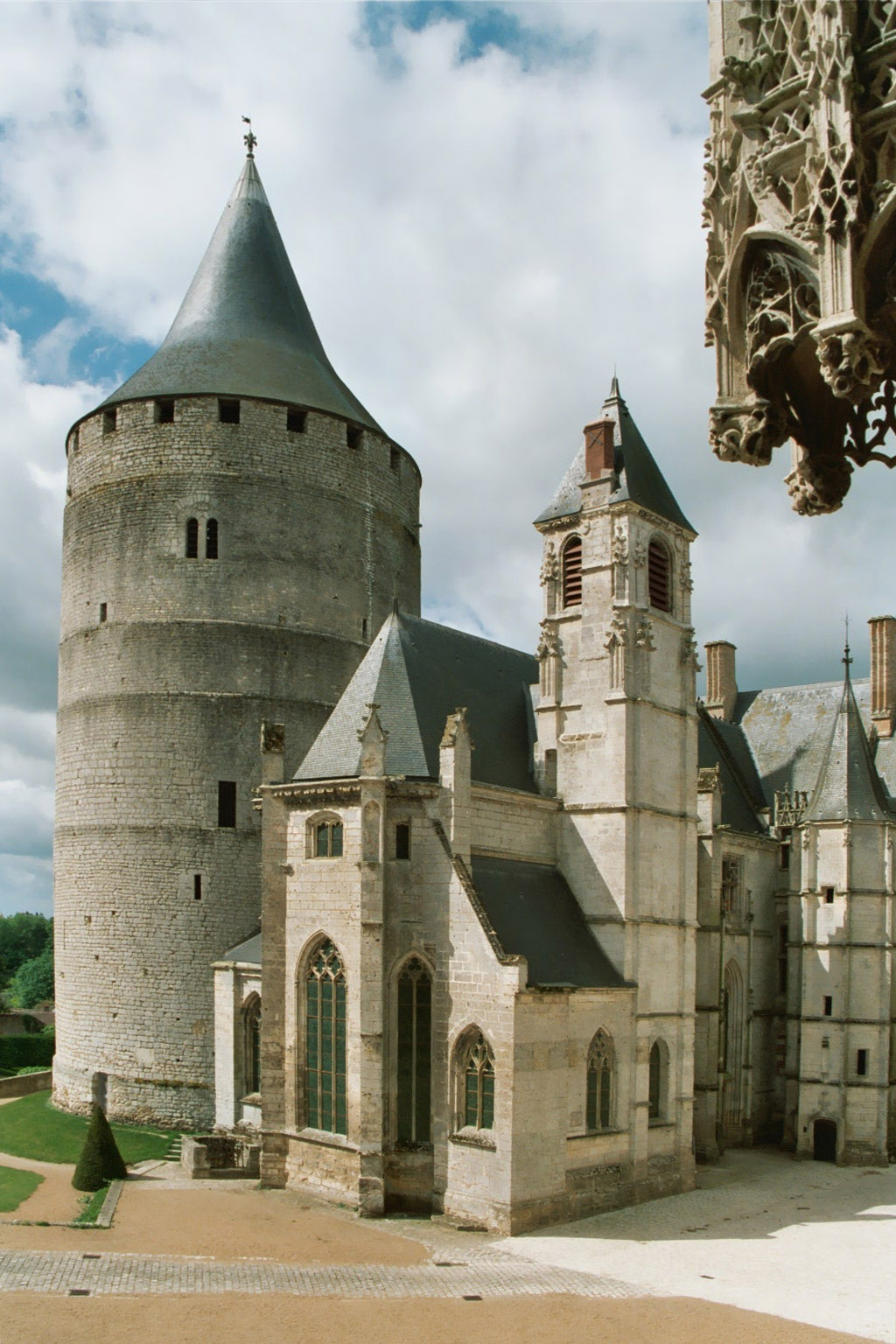
Châteaudun, XIIe siècle.
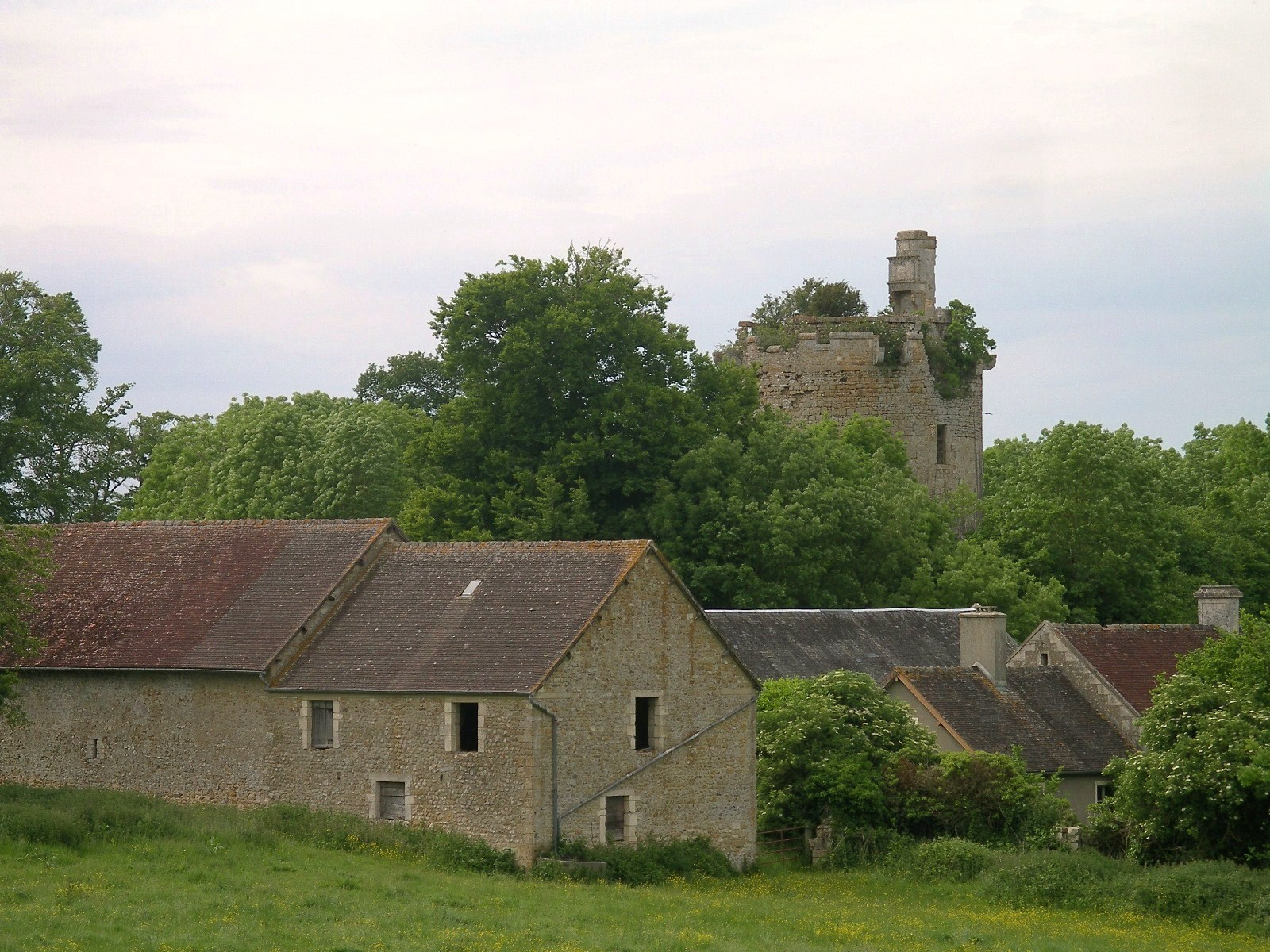
Tournebu (Calvados), XIIIe siècle
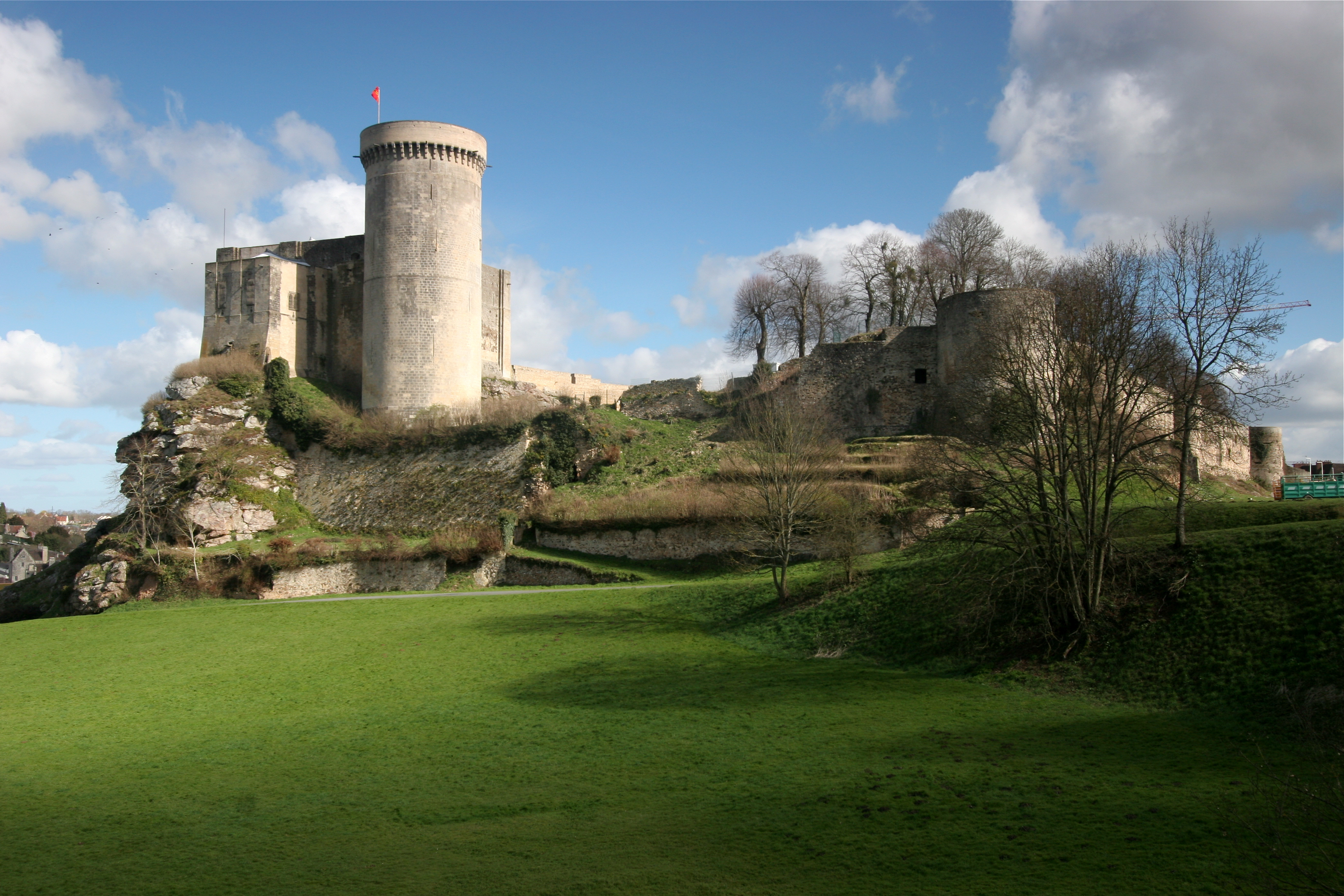
Falaise (Calvados), XIIe siècle
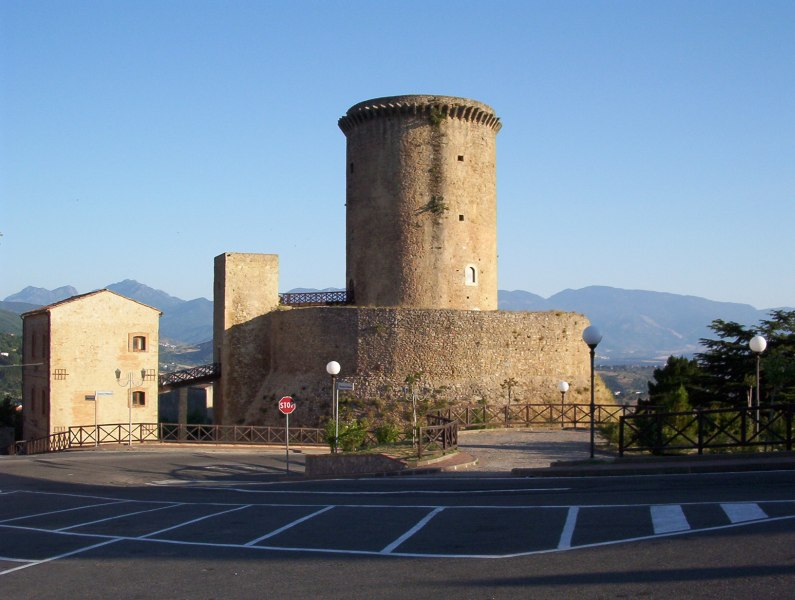
Tour de Drogon, à San Marco Argentano (Calabre), Italie, XIe siècle.
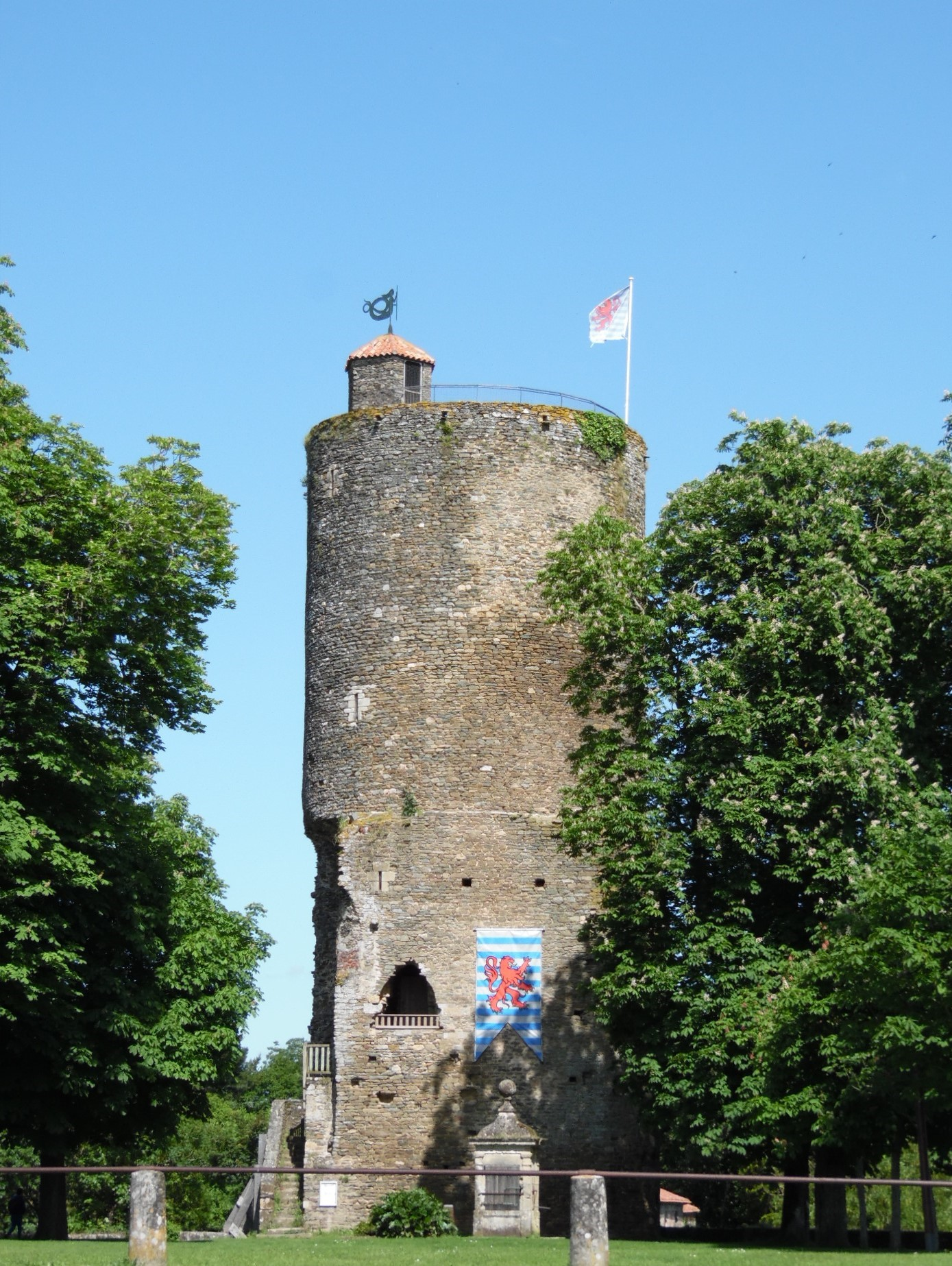
La tour Mélusine, à Vouvant (Vendée).